# Javorník (district de Hodonín)
Pour les articles homonymes, voir Javornik.
Javorník (en allemand : Jawornik) est une commune du district de Hodonín, dans la région de Moravie-du-Sud, en République tchèque. Sa population s'élevait à 705 habitants en 2020.

## Géographie
Javorník se trouve à 9 km au sud-sud-est de Kyjov, à 30 km à l'est de Hodonín, à 78 km au sud-est de Brno et à 262 km au sud-est de Prague.
La commune est limitée par Velká nad Veličkou au nord, par Nová Lhota à l'est, par la Slovaquie au sud et par Kuželov à l'ouest.

## Histoire
La première mention écrite du village date de 1370.

## Personnalités liées à la commune
- Michal Kohút (2000-), footballeur né à Javorník.